# 宋奕星
宋奕星（Fairy Song Yi Xing，1993年2月8日—），本名宋欣佳怡，中國女演員。

## 簡历
出生于辽宁省鞍山市，2011年毕业于北京舞蹈学院附中音乐剧专业；同年，考入中央戏剧学院表演系本科。毕业后，被华策影视公司看中，并签约该公司。
2014年，出演武侠悬疑爱情片《绣春刀》，饰演童年时期的周妙彤，这也是她的首部影视剧作品。2015年4月，参演由吴倩、金泰焕等主演的浪漫爱情喜剧《我的奇妙男友》，饰演研究院的学生玲玲。2016年参演由鄭爽、楊洋、毛曉彤、白宇等主演的都市青春偶像劇《微微一笑很傾城》。

## 影视作品

### 电视剧
| 首播 | 剧名                           | 角色         |
| ---- | ------------------------------ | ------------ |
| 2011 | 《课间好时光第3季》            | 陳家小妾     |
| 2015 | 《班淑傳奇》                   | 陳家小妾     |
| 2015 | 《秦时明月》                   | 蛊娘         |
| 2016 | 《我的奇妙男友》               | 玲玲         |
| 2016 | 《微微一笑很倾城》             | 田丝丝       |
| 2017 | 《降龙伏虎小济公2》（网络剧）  | 絳珠（牡丹） |
| 2017 | 《囧女翻身之嗨如花》（网络剧） | 陆撲         |
| 2017 | 《玄武》                       | 彭若诗       |
| 2018 | 《我站在桥上看风景》           | 林佳佳       |
| 2018 | 《盛唐幻夜》（网络剧）         | 水月、小可   |
| 2019 | 《独孤皇后》                   | 杨丽华       |
| 2020 | 《天舞紀》（网络剧）           | 崔嫣然       |
| 2021 | 《我的砍价女王》               | 宁萌         |
| 2022 | 《暗夜行者》（网络剧）         | 张欣瑶       |
| 2022 | 《重生之門》（网络剧）         | 王雪         |
| 2023 | 《许你万家灯火》               | 何粒子       |
| 2024 | 《迷屋重重》（网络短剧）       | 索拉         |
| 2024 | 《完美的她》（网络剧）         | 宁沫夕       |
| 2025 | 《似锦》（网络剧）             | 飛娘         |
| 待播 | 《宋纸迷踪》                   | 林处端       |
| 待播 | 《长风起》（网络剧）           |              |

### 电影
| 首映 | 電影名              | 角色       |
| ---- | ------------------- | ---------- |
| 2014 | 《绣春刀》          | 陈大人女儿 |
| 2016 | 《微微一笑很倾城》  | 小雨绵绵   |
| 2023 | 《前任4：英年早婚》 | 飞前女友   |